# Barnsley Football Club
O Barnsley Football Club é um clube de futebol da Inglaterra, com sede na cidade Barnsley, na região de South Yorkshire, que atualmente disputa a EFL Championship, equivalente à segunda divisão do futebol inglês.
O Barnsley conquistou a Copa da Inglaterra, temporada 1911-1912, ao vencer o West Bromwich, na final por 1x0, depois de ter sido vice-campeão na temporada anterior, perdendo a final para o Newcastle United. Os Tykes (apelido do time que denota sua origem operária, pois “tyke” é uma expressão idiomática típica de Yorkshire que dá nome aos trabalhadores locais, considerados rudes, mas muito eficientes e orgulhosos de suas origens) passaram por grandes dificuldades financeiras, mas sempre foi salvo por investidores que confiam na tradição esportiva do clube.
Na temporada 2015-2016, conquistou o EFL Trophy, torneio mata-mata disputado pelos 48 clubes da EFL League One e da EFL League Two (3ª e 4ª divisões inglesas). A grande final foi disputada no dia 03 de abril de 2016, no Estádio de Wembley, e o Barnsley se sagrou campeão ao vencer o Oxford United pelo placar de 3x2.

## Título
- 1 Copa da Inglaterra - 1912
- 1 EFL Trophy - 2015/2016